# Alik Sakharov
Alik Sakharov (Tashkent, 17 de maio de 1959) é um diretor de fotografia e diretor de cinema e televisão norte-americano nascido na União Soviética, mais famoso por seu trabalho nas séries televisivas produzidas pelo canal HBO.

## Vida
Sakharov nas nasceu em Tashkent, União Soviética, atual capital do Usbequistão. Aos oito anos, ele se mudou com sua família para Moscou, vivendo lá até 1981, quando ele se mudou para os Estados Unidos, indo morar em Nova Iorque. Em 1988, ele se naturalizou norte-americano.
Aos 12 anos, Sakharov começou a estutar técnicas de revelação de filmes e sensiometria. Aos 15, sua mãe lhe deu uma câmera fotográfica depois de seu irmão ter nascido, com o objetivo de fazê-lo documentar sua vida. Depois de se mudar para os EUA, ele trabalhou como relojoeiro até 1984, quando juntou dinheiro suficiente para comprar uma câmera 16 mm.

## Carreira
Com sua câmera 16 mm, Sakharov escreveu, dirigiu e produziu o documentário The Russian Torch, em 1985, sobre os imigrantes russos nos EUA. Ele mostrou o documentário para várias pessoas até conseguir exibí-lo pela Manhattan Cable. Logo depois ele foi chamado pela J. C. Penney Communications para trabalhar como operador de câmera. Sakharov largou seu emprego como relojoeiro e começou a trabalhar como operador de câmera e diretor de fotografia em vários comerciais e clipes musicais.
Alguns anos depois Sakharov foi chamado por Dennis Maneri, um produtor com quem ele havia trabalhado na J. C. Penny, lhe oferecendo o cargo de diretor de fotografia no filme Big and Mean, que ele aceitou. Em 1992 ele dirigiu o curta Pausa, sobre o cineasta soviético Andrei Tarkovsky.
Desde a década de 1990 ele tem trabalhado como diretor de fotografia em vários filmes e principalmente séries de televisão, especialmente aquelas produzidas pelo canal HBO, como The Sopranos, Sex and the City, Rome (vencendo um Primetime Emmy Award de melhor fotografia) e Game of Thrones. Sakharov também já dirigiu episódios de Game of Thrones, Rome, Brotherhood, Easy Money, Rubicon e Boardwalk Empire.